# Homalometron armatum
Homalometron armatum är en plattmaskart. Homalometron armatum ingår i släktet Homalometron och familjen Homalometridae. Inga underarter finns listade i Catalogue of Life.